# La Garrovilla
La Garrovilla és un municipi de la província de Badajoz, a la comunitat autònoma d'Extremadura.

## Eleccions municipals del 2015
| Candidatura | Candidatura                      | Cap de llista        | Vots | Regidors | % vots |
| ----------- | -------------------------------- | -------------------- | ---- | -------- | ------ |
|             | Partit Socialista Obrer Espanyol | José Pérez Romo      | 831  | 6        | 56,2   |
|             | Partit Popular                   | Isabel Calle Jiménez | 594  | 5        | 40,2   |
|             | nul                              |                      | 92   |          | 5,86   |
|             | vot blanc                        |                      | 53   |          | 3,6    |
| Total       | Total                            | 1570                 | 1570 | 11       | 100    |